# Route nationale 152a
La route nationale 152A ou RN 152A était une route nationale française reliant Varennes-sur-Loire à Montsoreau.
À la suite de la réforme de 1972, elle a été déclassée en RD 952A.

## Ancien tracé de Varennes-sur-Loire à Montsoreau (D 952A)
- Varennes-sur-Loire
- Montsoreau